# Billy Flynn
William Billy Flynn (St. Francis (Minnesota), 29 maggio 1985) è un attore e produttore cinematografico statunitense.
Noto per il ruolo di Chad DiMera in Il tempo della nostra vita e di Cane Ashby in Febbre d'amore.

## Biografia
Flynn è nato a St. Francis (Minnesota). Si è laureato alla St. Cloud State University nel 2007, specializzandosi in finanza e in economia. Nello stesso anno, Flynn ha svolto uno stage e ha lavorato presso Accenture come analista finanziario. Nel 2010 ha accettato un lavoro come analista presso la Warner Bros. Studios, dove ha lavorato per quattro anni.

### Carriera
Flynn si è trasferito a Los Angeles per intraprendere la carriera di attore. Prima di fare il suo debutto come attore, Flynn ha lavorato con il regista Jake Scott nel 2013, apparendo in uno spot pubblicitario di Taco Bell.
Nel febbraio 2014 Flynn ha avuto un ruolo da guest star nella serie televisiva Hawaii Five-0. Dopo essere apparso in un cortometraggio, arriva la svolta nella sua carriera quando nel 2014 si è unito al cast della soap opera Il tempo della nostra vita nel ruolo di Chad DiMera, precedentemente interpretato da Casey Deidrick.
A marzo 2025 annuncia la sua uscita dalla soap opera Il tempo della nostra vita per entrare nel cast della soap opera Febbre d'amore. Nel 2025 interpreta Cane Ashby nella soap opera Febbre d'amore, precedentemente interpretato da Daniel Goddard.

## Vita privata
Flynn si è fidanzato con Gina Comparetto il 29 maggio 2015, giorno del suo trentesimo compleanno. Lui e Comparetto si sono sposati il 1 ottobre 2016.

## Filmografia

### Cinema
- 80 in 10, regia di Boyan Deam - cortometraggio (2013)
- Solely, regia di Jason Cochard e Alexis Dickey - cortometraggio (2014)
- Escape Room, regia di Will Wernick (2017)
- Dead on Arrival, regia di Stephen Cyrus Sepher (2017)
- The Dangerous Type, regia di Tipper Newton - cortometraggio (2021)
- Days of Our Lives: A Very Salem Christmas, regia di Noel Maxam (2021)
- Last Chance, regia di Anthony Fanelli - cortometraggio (2022)
- Wild Card, regia di Tipper Newton - cortometraggio (2022)

### Televisione
- Hawaii Five-0 – serie TV, episodio 4x16 (2014)
- Il tempo della nostra vita (Days of Our Lives) – serial TV, 949 episodi (2014-in corso)
- Chad & Abby in Paris – miniserie TV (2019)
- Johnno and Michael Try – serie TV, episodio 2x04 (2019)
- Boned – serie TV, episodio 1x01 (2020)
- Days of Our Lives: Beyond Salem – serial TV, 5 episodi (2021)
- Febbre d'amore (The Young and the Restless) – serial TV (2025-in corso)